# جون كين (سياسي)
جون كين هو سياسي أمريكي، ولد في 1756 في تشارلستون في الولايات المتحدة، وتوفي في 4 مايو 1795 في فيلادلفيا في الولايات المتحدة.